# 84, Charing Cross Road
84, Charing Cross Road es un libro de 1970 escrito por Helene Hanff, que luego se convirtió en una obra de teatro, una obra para televisión y una película, sobre la correspondencia durante veinte años entre la autora y Frank Doel, el jefe de compras de la librería anticuario Marks & Co., situada en la dirección epónima en Londres, Inglaterra.

## Contexto
Hanff buscaba clásicos oscuros y títulos de la literatura británica que no había podido encontrar en Nueva York cuando vio un anuncio en la Saturday Review of Literature. La primera vez que se puso en contacto con la tienda fue en 1949 y Doel se encargó de satisfacer sus solicitudes. Con el tiempo, se desarrolló una amistad a distancia entre los dos y también entre Hanff y otros miembros del personal, con un intercambio de paquetes de Navidad, regalos de cumpleaños y paquetes de comida para ayudar con la escasez de alimentos posterior a la Segunda Guerra Mundial en Gran Bretaña. Sus cartas incluían discusiones sobre temas tan diversos como los sermones de John Donne, cómo hacer Yorkshire pudding, los Brooklyn Dodgers y la coronación de Isabel II del Reino Unido. Hanff pospuso la visita a sus amigos ingleses hasta que fue demasiado tarde; Doel murió en diciembre de 1968 de peritonitis por un apéndice reventado, y la librería cerró en diciembre de 1970. Hanff finalmente visitó Charing Cross Road y la tienda vacía en el verano de 1971, un viaje registrado en su libro de 1973 The Duchess of Bloomsbury Street.

## Localización
El edificio de cinco pisos de Londres donde se encontraba Marks & Co. durante los acontecimientos del libro sigue existiendo. Una placa circular de latón en una pilastra en la fachada de la calle reconoce la historia y marca el lugar. El local fue ocupado por una tienda de música y CD a principios de la década de 1990, y posteriormente por otros comercios. En 2009 albergaron un restaurante Med Kitchen; y posteriormente forman parte de un restaurante McDonald's. 
En Nueva York, el edificio de apartamentos en que residió la autora en el número 305 de la calle 72 Este, junto a la Segunda Avenida, recibió a su muerte el nombre de Charing Cross Building; una placa en su fachada recuerda que en él fue escrita la obra de Hanff.

## Adaptaciones

### Televisión
Hugh Whitemore adaptó 84, Charing Cross Road para Play for Today de la BBC, una serie de antología de televisión. Se emitió por primera vez el 4 de noviembre de 1975, protagonizada por Frank Finlay y Anne Jackson.

### Teatro
En 1981, James Roose-Evans lo adaptó para el escenario y se produjo por primera vez en el Salisbury Playhouse con un elenco encabezado por Rosemary Leach como Hanff y David Swift como Doel. Se trasladó al West End, donde se estrenó a una crítica universalmente extasiada. Realizó una gira a nivel nacional y fue interpretada por Miriam Karlin en 1990 y más tarde por Rula Lenska y Bill Gaunt. Regresó a Salisbury Playhouse en 2015, del 5 al 28 de febrero con Clive Francis y Janie Dee en los papeles principales. También se presentó en el Cambridge Arts Theatre en 2018 por Clive Francis y Stefanie Powers, antes de embarcarse en una gira por el Reino Unido.
Después de quince preestrenos, la producción de Broadway se estrenó con críticas mixtas el 7 de diciembre de 1982 en el Nederlander Theatre con Ellen Burstyn y Joseph Maher. Se representó durante 96 funciones.

### Radio
Virginia Browns adaptó la historia para el radioteatro de BBC Radio, y fue transmitida por Radio 3 el 15 de enero de 1976, con Margaret Robertson como Hanff y Lyndon Brook como Doel. La obra fue producida por Christopher Venning.
James Roose-Evans volvió a adaptar la obra para una producción de radio de 2007 protagonizada por Gillian Anderson y Denis Lawson, transmitida el día de Navidad en BBC Radio 4.

### Película
Whitemore volvió al proyecto para escribir el guion de la adaptación cinematográfica de 1987 protagnoizada por Anne Bancroft y Anthony Hopkins. Los dramatis personae se ampliaron para incluir a los amigos de Hanff en Manhattan, el personal de la librería y la esposa de Doel, Nora, interpretada por Judi Dench. Bancroft ganó un premio BAFTA como mejor actriz; Whitemore y Dench fueron nominados para director y Actriz de reparto, respectivamente.
La película chino-hongkonesa Book of Love o Finding Mr. Right 2 (chino: 北京 遇上 西雅圖 之 不二 情書) (2016) hace referencia y se inspira libremente en 84, Charing Cross Road.